# Срба Ђорђевић (писац)
Срба Ђорђевић (Врање, 1949) српски је писац. Своја дела објављује искључиво у врањском дијалекту. Аутор је ”Врањског речовника” (врањско-српског речника) који је доживео шест издања.

## Биографија
Срба Ђорђевић рођен је 1949. године у Врању. Основну школу завршио је у родном граду, средњу Техничку школу у Сурдулици, а на Техничкој војној академији дипломирао је у Загребу 1972. године. Као официр Југословенске народне армије и Југословенске армије службовао је у Скопљу, Врању, Приштини, Ђаковици и Нишу. Пензионисан је 31. децембра 1999. године, када се вратио у Врање.
Од повратка у родни град посветио се књижевном раду. Активно објављује од 2012. године. Издао је шест збирки песама, врањско-српски речник под називом ”Врањски речовник” у шест издања, један роман (Рамонда, 2022) и једну хронику (Хроника 2011 - 2012: раскршће заблуда и безнађа (2022). Последње издање ”Врањског речовника”, које је објављено 2023. године, садржи око 7.500 речи, фраза и израза старог врањског дијалекта. Године 2024. објавио је новелу ”Копиљак благословен да живи”. Спада у ред тзв. завичајних писаца и његове се књиге налазе у Завичајном одељењу Библиотеке Бора Станковић у Врању.
Члан је локалних Удружења ВЕД и УСУД у Врању, као и Савеза књижевника у отаџбини и расејању (СКОР) у Новом Саду.
Живи и ствара у Врању.

## Галерија
- Срба Ђорђевић
- ”Врањски речовник”, четврто издање
- Са једне од промоција Ђорђевићевих књига у Врању у јануару 2020. године

## Дела
- Песме за Врање и од њега (песме, 2012)
- Ете, текна ми тики такој (песме, 2013)
- Врањски речовник (речник, прво издање 2013)
- Пред’ни на т’н’л’к, шпарај време, поитај пол’к (песме, 2014)
- Врањски речовник - друго дот’м’њено издање (речник, 2014)
- Врањски речовник - трећо подот’м’њено издање (речник, 2017)
- Ступаљка у кал - зберене песме (песме, 2017)
- Врањски речовник - четврто дибидуз подот’м’њено издање (речник, 2019)
- Загубено јагње (стихориме, 2020)
- Истрвче (песме, 2021)
- Врањски речовник - пето издање до чембер дот’м’њено (речник, 2021)
- Хроника 2011-2012: раскршће заблуда и безнађа (колумне, 2022)
- Рамонда (роман, 2022)
- Врањски речовник - кадимлијски шесто издање, финална верзија (2023)
- Копиљак благословен да живи (новела, 2024)